# 1872 في المملكة المتحدة
فيما يلي قوائم الأحداث التي وقعت خلال عام 1872 في المملكة المتحدة.

## كتب
من الكتب التي صدرت هذه السنة في المملكة المتحدة:
- 1 يناير – تحت الشجرة الخضراء من تأليف توماس هاردي.

## مواليد

### يناير
- 1 يناير – توماس ديفيز لاعب كرة قدم من المملكة المتحدة.
- 1 يناير – جورج موريل
- 1 يناير – دايفيد لويد لاعب كرة قدم.
- 1 يناير – ويليام ريتشارد ويليامسون
- 11 يناير – هربرت باديلي
- 11 يناير – ويلفريد باديلي
- 14 يناير – إدوين شيل عالم نبات أسترالي.
- 16 يناير – إدوارد كريج
- 24 يناير – موريس ترافرز كيميائي من المملكة المتحدة.
- 27 يناير – فيليب والسينغهام سرجانت

### فبراير
- 3 فبراير – سيدني هوارد سميث

### مارس
- 6 مارس – أغنيس مورتون لاعبة كرة مضرب من المملكة المتحدة.

### أبريل
- 25 أبريل – تشارلز بيرجس فراي لاعب كرة قدم إنجليزي.

### مايو
- 5 مايو – نورمان كيمب سميث فيلسوف بريطاني.
- 18 مايو – بيرتراند راسل فيلسوف.

### يونيو
- 13 يونيو – كريستال ماكميلان
- 18 يونيو – كاثرين غودسون موسيقية بريطانية.

### يوليو
- 23 يوليو – إدوارد ويلسون
- 26 يوليو – جوزيف باركروفت

### أغسطس
- 12 أغسطس – ماري لويز أميرة شليزفيغ هولشتاين
- 21 أغسطس – أوبري بيردزلي

### سبتمبر
- 30 سبتمبر – ألفريد دنهل

### أكتوبر
- 12 أكتوبر – ريف فون ويليامز
- 14 أكتوبر – ريجنالد دوهرتي لاعب كرة مضرب من المملكة المتحدة.

### نوفمبر
- 25 نوفمبر – جي. سميث

### ديسمبر
- 26 ديسمبر – نورمان إنجيل سياسي بريطاني.

## وفيات

### يناير
- 30 يناير – فرنسيس تشسني (مواليد 1789)

### مايو
- 6 مايو – جورج غراي (مواليد 1808)
- 26 مايو – روبرت وايت (مواليد 1796)

### أغسطس
- 11 أغسطس – أندرو سميث (مواليد 1797)

### أكتوبر
- 21 أكتوبر – توماس اللوم (مواليد 1804) فنان بريطاني.

### نوفمبر
- 5 نوفمبر – توماس سولي (مواليد 1783) فنان أمريكي.
- 29 نوفمبر – ماري سوميرفيل (مواليد 1780)

### ديسمبر
- 24 ديسمبر – وليم رانكين (مواليد 1820)